# Carole Cormenier
Pour les articles homonymes, voir Cormenier.
Carole Cormenier, née le 13 février 1990 à Limoges, est une tireuse sportive française.

## Carrière
Carole Cormenier obtient pour la France un quota pour les Jeux olympiques de Tokyo 2020 en remportant l'épreuve de fosse olympique de la Coupe du monde de tir en avril 2019 à Al-Aïn. Elle est ensuite médaillée d'argent avec Antonin Desert en fosse olympique par équipe mixte aux Championnats d'Europe plateau 2019 à Lonato del Garda.
Elle est médaillée de bronze en fosse olympique aux championnats d'Europe de tir 2021 à Osijek ; lors de ces mêmes championnats, elle est médaillée de bronze en fosse olympique par équipes avec Mélanie Couzy et Loémy Recasens.
Aux Jeux méditerranéens de 2022, elle est médaillée d'or en trap.
En septembre 2022, Carole Cormenier décroche la première place aux championnats du monde de tir en fosse olympique à Osijek, en Croatie,.